# Capnia takahashii
Capnia takahashii är en bäcksländeart som beskrevs av Okamoto 1922. Capnia takahashii ingår i släktet Capnia och familjen småbäcksländor. Inga underarter finns listade i Catalogue of Life.